# Pico do Arieiro

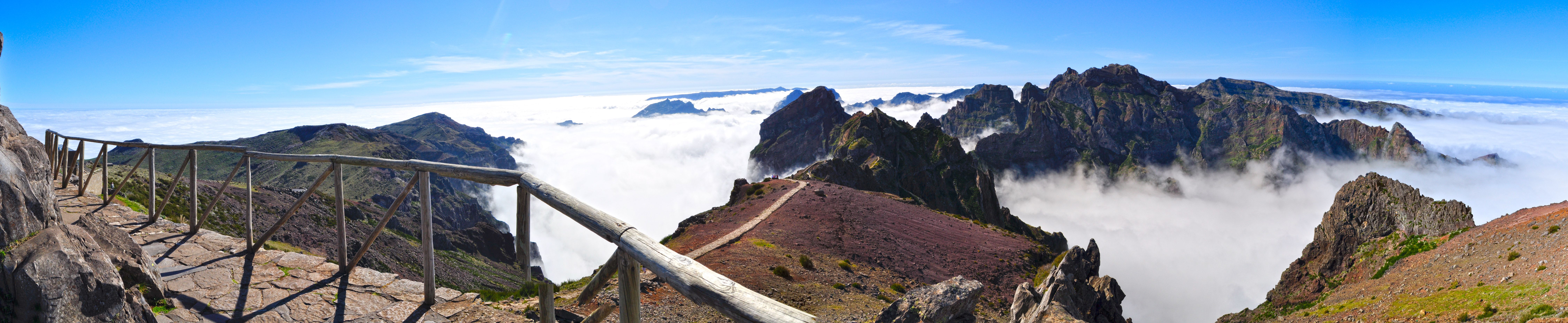
Il massiccio centrale di Madera con il Pico do Arieiro

Il Pico do Areeiro (spesso erroneamente indicato come "Arieiro") è una montagna di 1.818 metri  dell'isola portoghese di Madera. È la terza vetta più elevata dell'isola, dopo il Pico Ruivo e il Pico das Torres.

## Geografia

### Collocazione
Il Pico do Areeiro si trova nella parte centro-orientale dell'isola di Madera e, dal punto di vista amministrativo, fa parte del territorio del comune di Funchal.
Si trova ad est di Ribeiro Frio e sud-ovest del Pico Ruivo e del Pico das Torres.

## Punti d'interesse
Sulla vetta del monte, si trova una stazione radar dell'aeronautica costruita nel 2011.
Tra i punti d'interesse lungo il Pico do Areeiro , figura inoltre il Poço da Neve, un pozzo in pietra utilizzato un tempo da una famiglia inglese per raccogliere il ghiaccio, la neve e la grandine.

## Trasporti e sentieri
Il monte è raggiungibile in circa 30 minuti di automobile da Funchal.
Il Pico do Areeiro è collegato al Pico Ruivo, la vetta più alta di Madeira, da un sentiero di 10 km.

## Galleria d'immagini

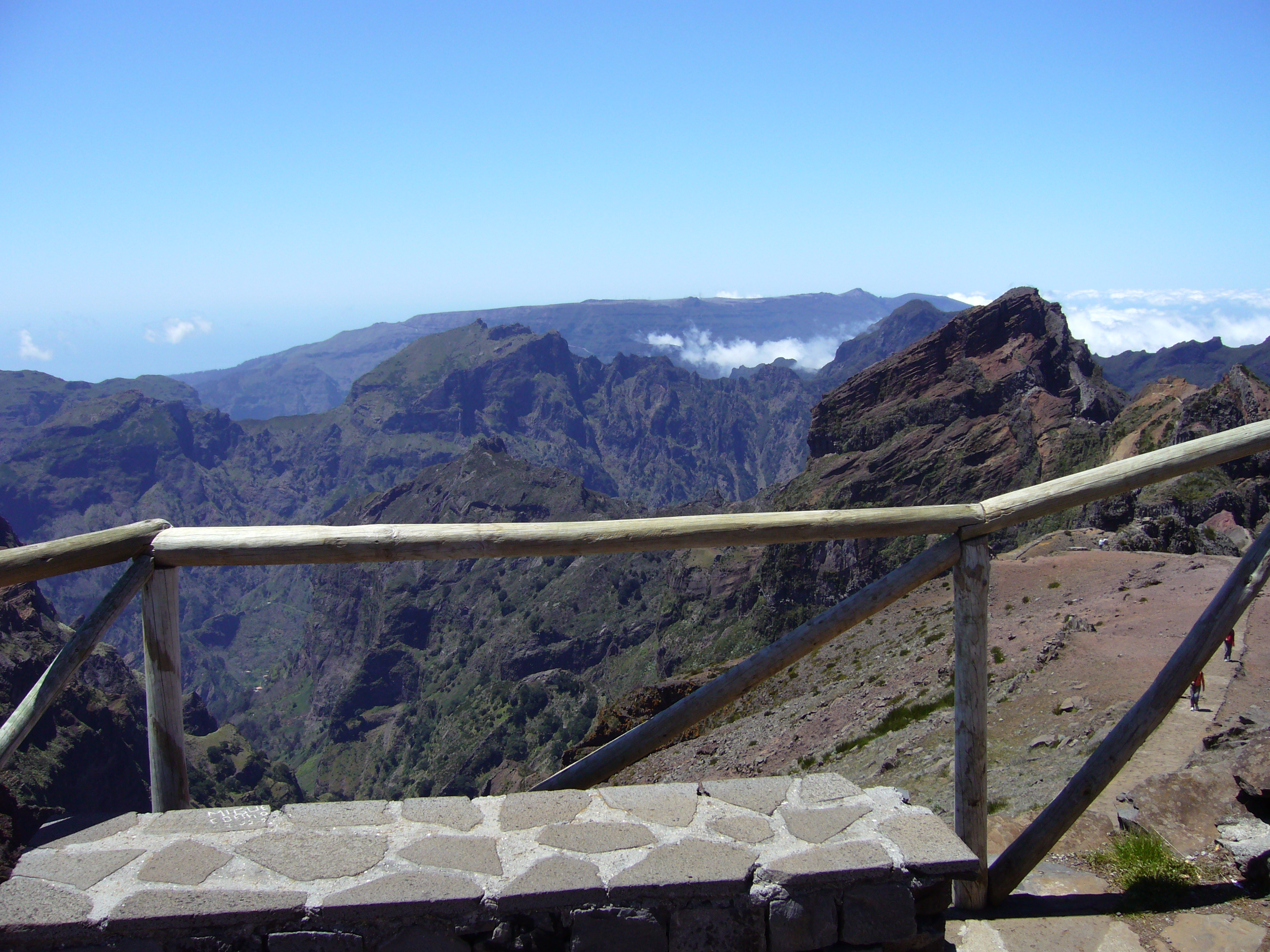
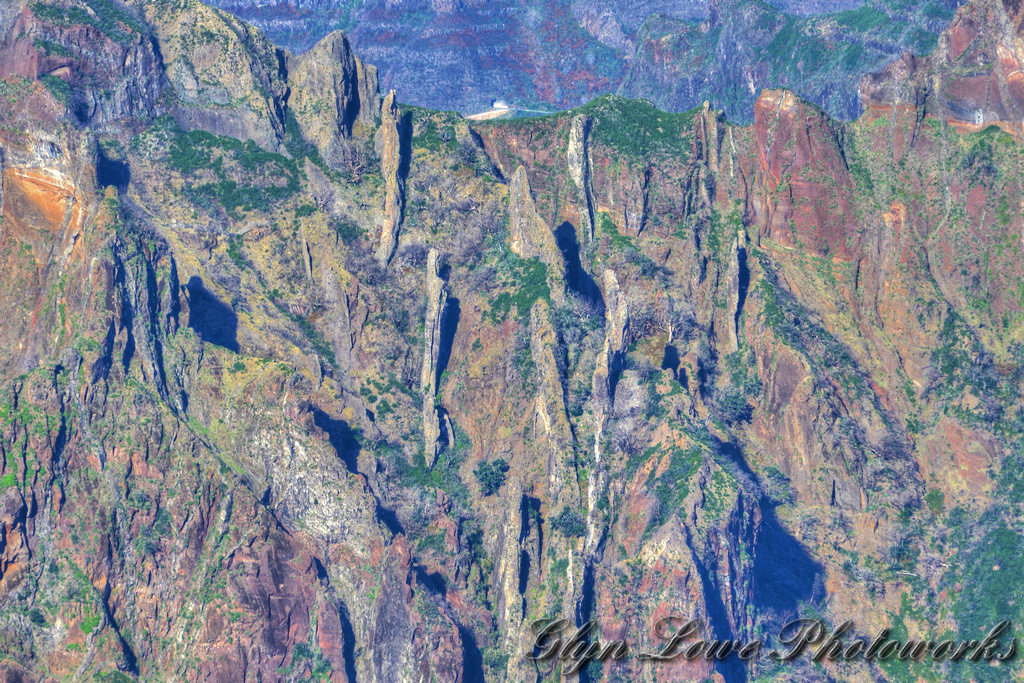
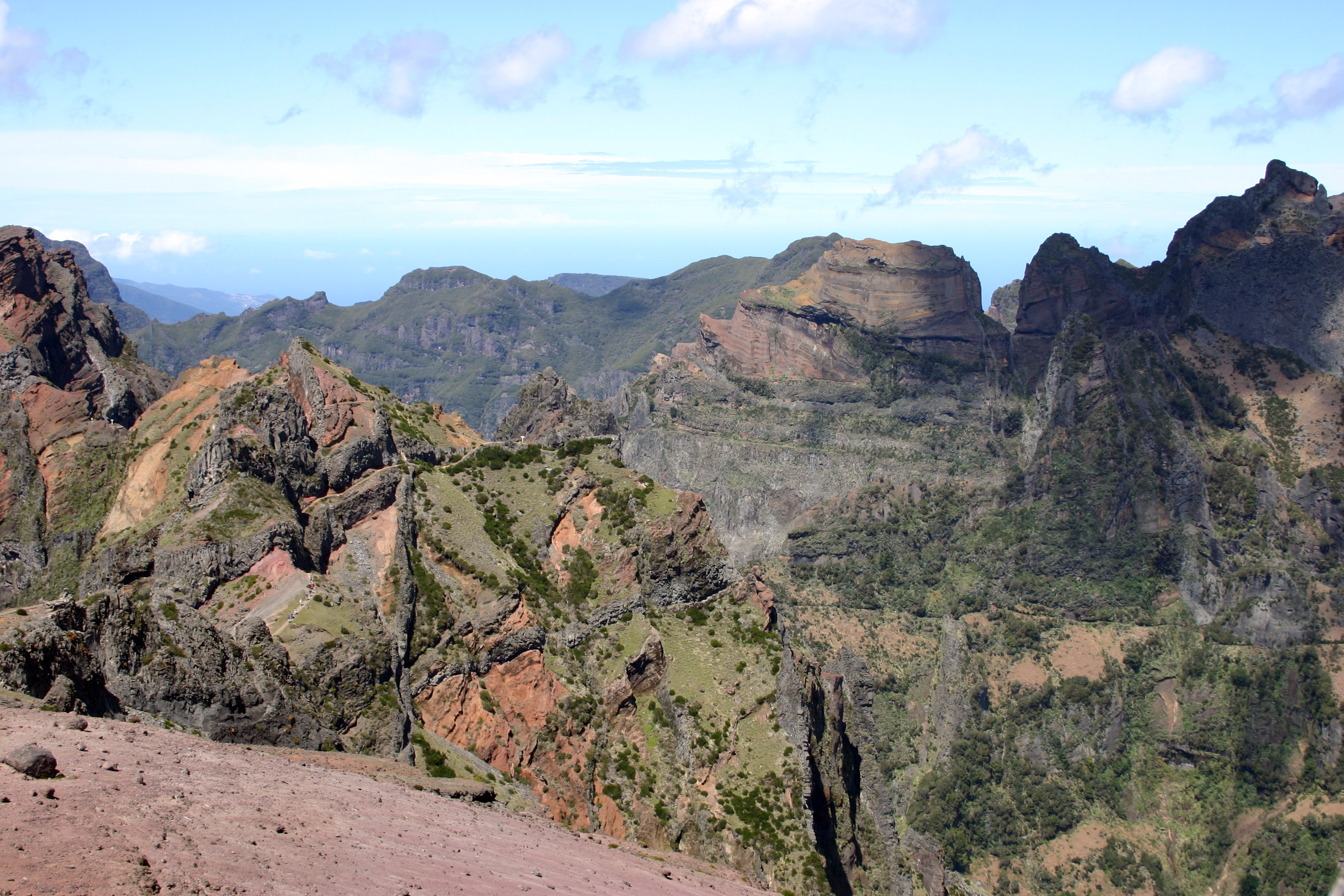
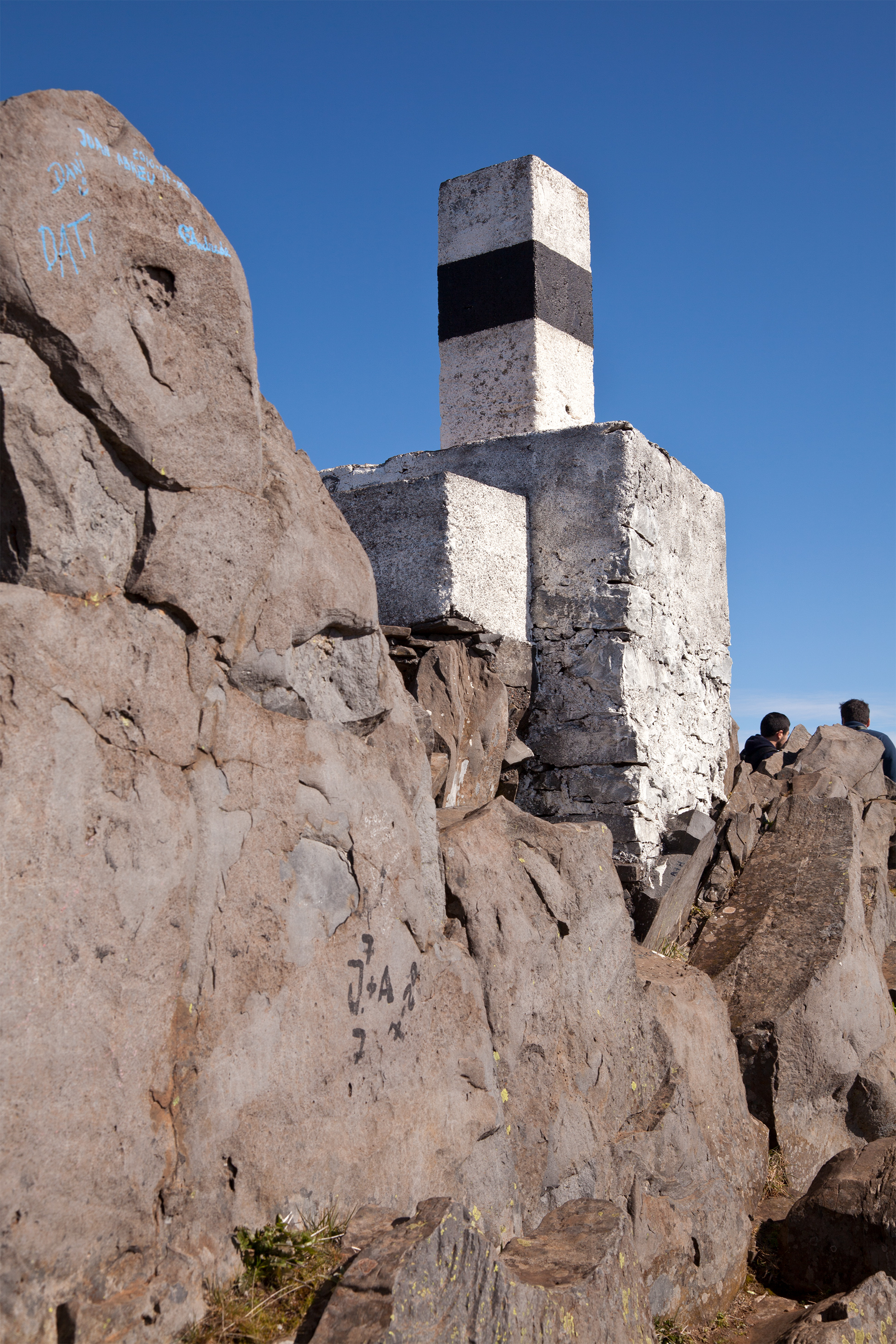
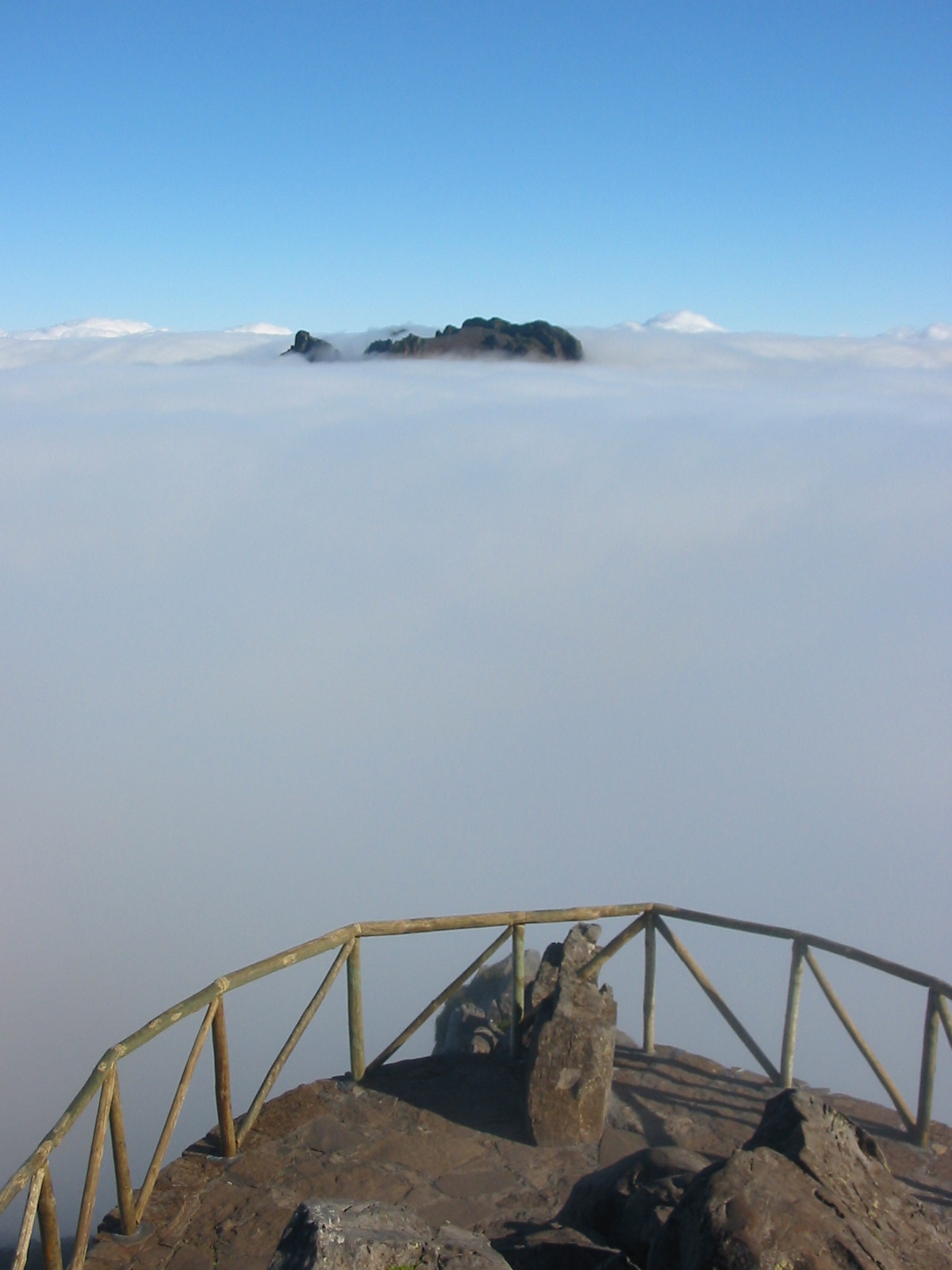